# Francesco Maria Mancini
Francesco Maria Mancini (ur. 20 października 1606 w Rzymie, zm. 28 albo 29 czerwca 1672 w Marino) – włoski kardynał.

## Życiorys
Urodził się 20 października 1606 roku w Rzymie, jako syn Paola Maciniego i Vittorii Capocci. Uzyskał stopień doktora utroque iure i został referendarzem Trybunału Obojga Sygnatur. 5 kwietnia 1660 roku został kreowany kardynała diakona i otrzymał diakonię Santi Vito, Modesto e Crescenzia. 14 maja 1670 roku został podniesiony do rangi kardynała prezbitera i otrzymał kościół tytularny San Matteo in Merulana. Zmarł 28 albo 29 czerwca 1672 roku w Marino.